# Giulio Pellizzari
Pour les articles homonymes, voir Pellizzari.
Giulio Pellizzari, né le 21 novembre 2003 à San Severino Marche (Marches), est un coureur cycliste italien. 

## Biographie
Giulio Pellizzari commence le cyclisme à l'âge de sept ou huit ans,. Il prend sa première licence en 2011 au Velo Club Montecassiano.
En 2021, il se distingue sous les couleurs de l'UC Foligno en obtenant trois victoires, lors sa seconde année juniors (moins de 19 ans). Il termine également dixième de la Course de la Paix juniors, manche de la Coupe des Nations Juniors, pour sa première sélection en équipe nationale. Au mois de septembre, il représente l'Italie lors des championnats d'Europe juniors de Trente, où il se classe 37e de la course en ligne. 
Il passe finalement professionnel dès 2022 au sein de la formation Bardiani CSF Faizanè. Comme d'autres jeunes coureurs de l'équipe, il bénéficie d'un calendrier aménagé qui est principalement composé de courses espoirs (moins de 23 ans). Il commence sa saison au mois de mars en Croatie, avant de participer à diverses épreuves en Italie. Début mai, il se classe cinquième du contre-la-montre en côte de la Carpathian Couriers Race. 
En août 2023, il démontre ses qualités de grimpeur en terminant deuxième du Tour de l'Avenir, où il gagne la dernière étape.

## Palmarès

### Par années
- 2021
  - Gran Premio Colli Marignanesi
  - Gran Premio
  - Trofeo SGB Shoes
- 2023
  - Giro del Medio Brenta
  - 8e étape du Tour de l'Avenir
  - 2e du Gran Premio Palio del Recioto
  - 2e de la Carpathian Couriers Race
  - 2e du Tour de l'Avenir
- 2024
  - 2e du Tour du Frioul-Vénétie Julienne
  - 3e du Tour de Slovénie
- 2025
  - 6e du Tour d'Italie

### Résultats sur les grands tours

#### Tour d'Italie
2 participations
- 2024 : 49e
- 2025 : 6e

### Classements mondiaux
| Année                                 | 2023 | 2024 |
| ------------------------------------- | ---- | ---- |
| Classement mondial                    | 292e | 120e |
| UCI Europe Tour                       | nc   | 95e  |
|                                       |      |      |
| Légende : nc = non classéSource : UCI |      |      |